# Ewo (ö)
Ewo är en ö i Marshallöarna.   Den ligger i kommunen Jaluit, i den södra delen av Marshallöarna, 250 km sydväst om huvudstaden Majuro. Arean är 0,38 kvadratkilometer.
Terrängen på Ewo är platt. Öns högsta punkt är 16 meter över havet. Den sträcker sig 1,3 kilometer i nord-sydlig riktning, och 0,9 kilometer i öst-västlig riktning.